# Reptielenzoo Iguana
Reptielenzoo Iguana is een stichting die reptielen, amfibieën en geleedpotigen opvangt en tentoonstelt.
De stichting is in 1981 opgericht en is gehuisvest aan het Bellamypark in Vlissingen, in de Nederlandse provincie Zeeland. Op 19 mei 1982 werd de opvang geopend voor publiek in een voormalige meisjesschool en havenopslag. De dieren zijn o.a. afkomstig van de havens en luchthavens. Daar worden ze in beslag genomen als ze illegaal Nederland worden binnen gesmokkeld. Verder zijn de dieren afkomstig van particulieren die de dieren hebben afgedankt omdat ze deze niet langer willen of kunnen verzorgen. De doelstellingen van de Stichting Iguana zijn: 
- Het openen en in stand houden van de Reptielenzoo Iguana.
- Het beschermen van Reptielen, Amfibieën en Ongewervelde dieren.
- Het fungeren als opvangcentrum voor bovengenoemde dieren.

De dieren worden in eerste instantie in quarantaine gehouden. Er wordt geprobeerd de dieren terug te brengen naar het land/gebied waar ze vandaan komen. Lukt dat niet, dan worden ze aangeboden aan instellingen zoals dierentuinen en worden tentoongesteld. Ook blijven er een aantal dieren in Vlissingen. Deze blijvende tentoonstelling van levende dieren trekt jaarlijks vele duizenden bezoekers. De Reptielenzoo komt regelmatig in het nieuws met de geboortes in gevangenschap van bijzondere dieren. Het grootste dier is een netpython van ruim zes meter. Ook zijn er andere slangen, krokodillen, hagedissen, schildpadden, amfibieën en allerlei ongewervelde dieren te zien.